# Kepler-10b
Kepler-10b är en exoplanet som kretsar kring stjärnan Kepler-10. Planeten upptäcktes av det amerikanska rymdteleskopet Kepler. Planetens diameter är den hittills minsta uppmätta av exoplaneterna endast 1,4 gånger större än jordens.
Kepler-10b kretsar ett varv runt stjärnan på ungefär 0,84 dagar, vilket skulle göra planeten till en mycket varm planet. 
Planeten upptäcktes 2011 som en av de mest övertygande kända steniga exoplaneterna.